# Meliphaga notata
El mielero marcado (Meliphaga notata) es una especie de ave paseriforme de la familia Meliphagidae. Es endémico de Australia, donde se encuentra en el norte y noreste del estado de Queensland, así como en las islas del estrecho de Torres.

## Subespecies
Se reconocen las siguientes subespecies:
- Meliphaga notata notata
- Meliphaga notata mixta